# Jürgen Dahlkamp

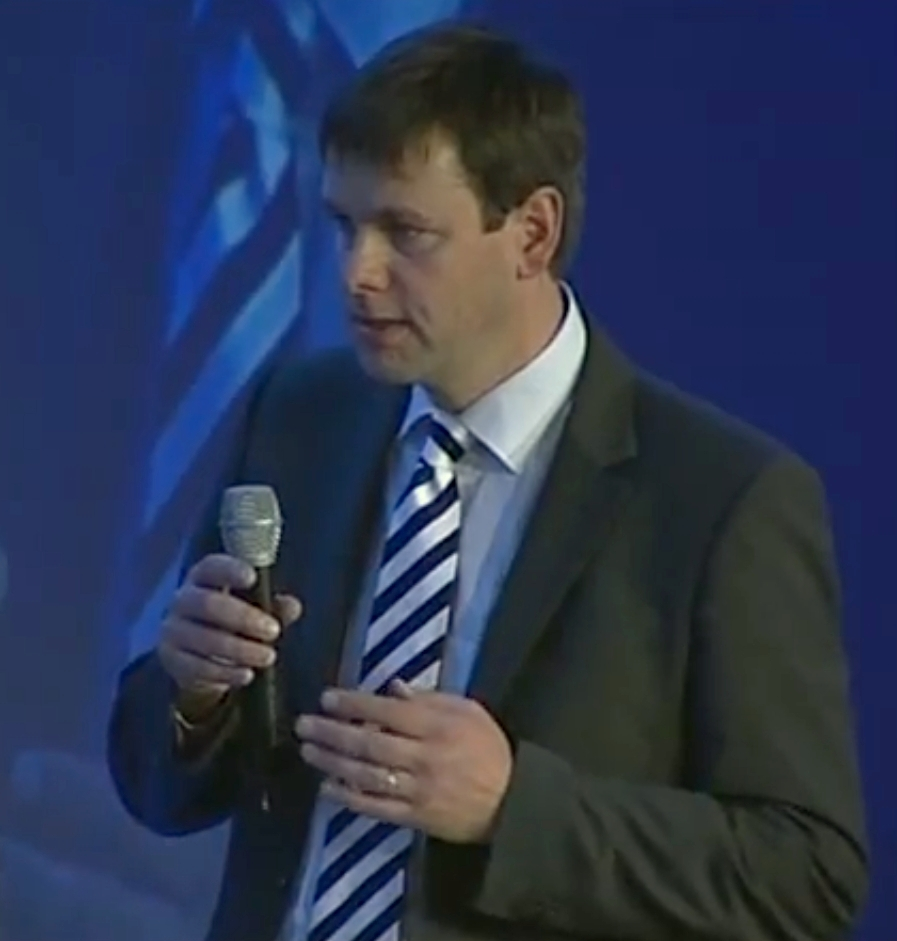
Jürgen Dahlkamp bei der Verleihung des Otto-Brenner-Preises 2011

Jürgen Dahlkamp (geboren 1965 in Stockum, heute Werne/Nordrhein-Westfalen) ist ein deutscher Journalist. Er arbeitet als Reporter für das Nachrichtenmagazin Der Spiegel.

## Leben
Der 1965 geborene Dahlkamp legte 1984 in Werne sein Abitur ab. Er studierte von 1985 bis 1991 Journalistik an der Technischen Universität Dortmund. Sein Volontariat absolvierte er bei der katholischen Bistumszeitung Kirche+Leben. Während des Studiums war er freier Mitarbeiter beim Westfälischen Anzeiger. 1992 wurde er Redakteur bei der Frankfurter Allgemeinen Zeitung. 1998 begann er beim Spiegel, für den er zunächst in Stuttgart tätig war, um dann in die Hamburger Zentrale zu wechseln.
Bis Juli 2019 gehörte Dahlkamp dem Investigativteam des Spiegels an und war gemeinsam mit Jörg Schmitt Koordinator für investigative Recherche. Nach der Bekanntgabe der geplanten Beförderung von Rafael Buschmann zum Leiter des Investigativteams verließ er das Investigativteam und wechselte in das Deutschlandressort.
Jürgen Dahlkamp ist verheiratet und hat drei Kinder.

## Auszeichnungen
- 1993 erhielt Jürgen Dahlkamp den Axel-Springer-Preis für junge Journalisten für den Beitrag Streichen Sie das Wort „vielleicht“ aus Ihrem Wortschatz in der FAZ vom 20. Oktober 1993.[6]

- 1995 erhielt er zusammen mit Thomas Franke für die Untersuchung umfangreicher Korruptionsfälle in Frankfurt am Main den zweiten Preis des Wächterpreises der deutschen Tagespresse[7] und 1996 den Journalistenpreis der deutschen Zeitungen, den Theodor-Wolff-Preis.[1][8]

- Für seine Arbeit beim Spiegel wurde er mehrfach geehrt. 2003 wurde er für seine Reportage über den Tod des Asylbewerbers Aamir Ageeb[9] und den mit diesem Fall verbundenen Justizskandal mit dem Leuchtturm-Preis des Hamburger Netzwerk Recherche e. V. ausgezeichnet.[10]

- 2006 waren Dahlkamp und Andrej Batrak für die beste Reportage des Henri-Nannen-Preises nominiert.[11] Ihr Beitrag im Spiegel beschäftigte sich mit Folgen der Flugzeugkatastrophe von Überlingen.[12]

- 2008 wurden Jürgen Dahlkamp, Dinah Deckstein und Jörg Schmitt für „herausragende Recherchen“ zu ihrer Titelgeschichte Die Akte Siemens – Innenansicht eines korrupten Konzerns[13] mit einem Sonderpreis der Friedrich-Vogel-Stiftung geehrt. In der Laudatio hieß es, der Artikel habe „einen wichtigen Beitrag zur Hygiene der deutschen Wirtschaft geleistet“.[14]

- 2010 wurde Dahlkamp zusammen mit seinen Kollegen Jörg Schmitt und Gunther Latsch mit dem Henri-Nannen-Preis für die „beste investigative Leistung“ ausgezeichnet. Er gilt für die vierteilige Reportage Die Middelhoff-Oppenheim-Esch-Connection in verschiedenen Ausgaben des Spiegel 2009. Die Jury lobte die „großartige Rechercheleistung“ der Autoren, die „über Wochen immer neue Enthüllungen zu Tage förderte“.[15][16]

- 2011 ging der Otto-Brenner-Preis an Jürgen Dahlkamp, Gunther Latsch und Jörg Schmitt für die sechsteilige Artikelserie HSH Nordbank-Affäre.[1]

- 2016 wurde Dahlkamp als Mitglied eines Spiegel-Teams zusammen mit Jörg Schmitt, Rafael Buschmann, Gunther Latsch, Udo Ludwig und Jens Weinreich in der Kategorie „Beste Investigation“ mit dem Nannen-Preis ausgezeichnet. Geehrt wird die Arbeit für den Artikel Sommer, Sonne, Schwarzgeld, der im Oktober 2015 erschien. Er thematisierte die mutmaßlich gekaufte Vergabe der Fußball-WM 2006 in Deutschland und führte u. a. zum Rücktritt von Wolfgang Niersbach als DFB-Präsident.